# مانويل ثيربانتس
مانويل ثيربانتس (بالإسبانية: Manuel Cervantes)‏ (6 أبريل 1957 في إسبانيا - ) هو لاعب كرة قدم إسباني في مركز حراسة المرمى. لعب مع ريال بيتيس وريال سوسيداد ب وريال سوسيداد وريال مورسيا ونادي سالامانكا.

## وصلات خارجية
- مانويل ثيربانتس على موقع قاعدة بيانات كرة القدم.إي يو (الإنجليزية)